# Piershil
Piershil is een dorp en voormalige heerlijkheid in de gemeente Hoeksche Waard. Naast het eigenlijke dorp behoren van oudsher ook de buurtschappen Oosthoek en Zwartsluisje (deels) tot Piershil. Het dorp is centraal gelegen tussen de plaatsen Goudswaard, Nieuw-Beijerland en Zuid-Beijerland, waarvoor het enkele centrumfuncties vervult. Het gebied wordt ten noordwesten begrensd door de getijdenrivier het Spui. Tot 1 januari 1984 vormde het dorp met zijn buurtschappen een zelfstandige gemeente. Hierna ging de gemeente Piershil met de gemeenten Goudswaard, Nieuw-Beijerland en Zuid-Beijerland op in de nieuwe gemeente Korendijk. Deze ging op haar beurt per 1 januari 2019 over in de gemeente Hoeksche Waard.

## Geschiedenis
Piershil stond in de 13e eeuw nog bekend als Gramina Everockers (Latijn: gramina = grasveld). In een charter van 26 februari 1246 van Nicolaas II van Putten waarin hij het nabijgelegen Goudswaard (toen Korendijk geheten) beleent, wordt die plaats beschreven als liggende 'hinc usque ad gramina Everockers' - van hier tot aan het grasveld van Everockers.

Piershil als eiland in de 15e eeuw.

De naam Piershil zou daarna zijn ontstaan doordat op het eiland dat Piershil nog was enige hoogten – heuvels of 'hillen' – waren, waarop veewachters en vogelvangers hun huis hadden gebouwd. Een van hen was Pieter of Pier, aan wiens 'hil' Piershil zijn naam zou hebben ontleend. In 2005 werd buiten het centrum van het dorp de vermoedelijke locatie gevonden van deze hil. Deze nog intacte en zichtbare woonheuvel wordt gedateerd voor de latere inpoldering en leverde bewoningssporen uit de 15e eeuw. Rond 1400 stonden er een woning en een of meer schuren op deze heuvel Een vroege gedateerde schriftelijke bron waarin de naam genoemd wordt, is een rekening uit 1426 van de heren van Putten: "Item so was Gherijt Jacobssoen ghevaren op Piershille mit den pryor des dinxdages voir ascensioensdach om te besien dat gors ende moerlant ende doen tonnen." Op de dinsdag voor Hemelvaartsdag 1426 vond een inspectie plaats van het gors en moerland van Piershil - land waar een vorm van zoutwinning plaatsvond, terwijl er tegelijkertijd werd 'betond' - het vaarwater werd van herkenningstekens voorzien.
In 1525 kwam de indijking van de opwaspolder - een ringpolder - Oud-Piershil gereed. Bestuurlijk viel de ambachtsheerlijkheid onder het Baljuwschap Land van Putten. Direct na de indijking in 1525 werd het dorp gesticht. Op deze ringpolder Oud-Piershil zijn latere polders aangehaakt. Zie: Polders in de Hoeksche Waard. Na 1582 was Piershil geen losstaand eiland meer door de aansluiting op de Polder van Nieuw Piershil en Nieuw Beijerland.
Het dorp Piershil is een voorbeeld van een voorstraatdorp waarbij de lager gelegen Voorstraat loodrecht op de Molendijk staat en uitkomt op de haven. Het heeft ook kenmerken van een dijkdorp door de lintbebouwing op de Molendijk/Sluisjesdijk. Aan de rand van het dorp staat een korenmolen genaamd Simonia uit 1845. Een ander belangrijk monument van historische waarde in het dorp is de hervormde kerk uit de eerste helft 16de eeuw. Deze bezit een 15de-eeuwse toren en een 17de-eeuws interieur, waaronder een kansel uit 1643. De kerk bleek in 1968 in een zo slechte staat te verkeren dat ze niet kon worden gerestaureerd, maar geheel opnieuw moest worden gebouwd. De oude begraafplaats bij de kerk fungeert ook als militaire begraafplaats van de Commonwealth War Graves Commission. Hier ligt een op 10 mei 1940 omgekomen Britse boordschutter.

### Heerlijkheid
De eerste ambachtsheer van de nieuw gestichte heerlijkheid Frederik van Renesse werd op 28 mei 1525 beleend met het leen. Piershil was daarnaast onder meer in bezit van de familie Van Hesse, Gevers en vanaf 1762 van leden van de familie Meerman. In 1763 trouwde Hillegonda Petronella Meerman, vrouwe van Oud-Beijerland en Piershil (1742-1799) met mr. Claudius van der Staal (1737-1796), burgemeester van Rotterdam, waarna de heerlijkheid overging naar de familie Van der Staal die het tot in de 20e eeuw bezat, waarna de heerlijke rechten in 1937 overgingen op een nicht van de laatste Van der Staal, Marie Alexandrine Otheline Caroline gravin van Bylandt (1874-1968), die ze in 1968 naliet aan de naar haar genoemde stichting.
Tussen 1648 en 1831 hadden de heren en vrouwen van Piershil een buitenverblijf genaamd 't Hof van Piershil achter de Nederlands Hervormde Kerk. Piershil kreeg door de luister die dat bijzette daardoor in de 18e eeuw de bijnaam 't Kleine Haagjen'. De heemtuin t Hof van Piershil, ontworpen door Cees Sipkes en P. Hoek, die werd aangelegd in 1979 op de vroegere locatie van het buitenverblijf, herinnert hieraan.

### Ontwikkeling inwoneraantal
Onderstaand een overzicht van het verloop van het inwoneraantal van Piershil tussen 1795 en 2018. Met name vanaf de jaren zestig van de 20e eeuw is Piershil hard gegroeid: Een verdubbeling van een kleine 900 inwoners in 1960 naar 1800 in 2018. De sterke tijdelijke daling in het inwoneraantal in de grafiek staat in verband met evacuatie tijdens de Tweede Wereldoorlog.

### Geboren in Piershil
- Klaas van Bergeijk (1897-1982), verzetsstrijder[11]
- Bas Bosman (1904-1992), ontwerper bekend van bosman-molentje
- Johannes Cornelis Haspels (1901-1965), burgemeester van Enkhuizen, later van Bussum
- Gert van 't Hof (1974), sportjournalist en -presentator
- Thomas van der Wilt (1659-1733), kunstschilder

### Vestiging te Piershil
- Willem Tichelaar (ca. 1642-ca. 1714), barbier en chirurgijn, verspreidde in 1672 het gerucht dat Cornelis de Witt een moord zou voorbereiden op Prins Willem III. Cornelis was een belangrijk man in de regio: stadsregent van Dordrecht, baljuw van Beijerland, dijkgraaf van Mijnsheerenland en ruwaard van het eiland Putten. Cornelis werd samen met broer Johan vermoord door het volk in Den Haag op 20 augustus 1672.
- Dirk David van Dijk (1821-1905), meester molenmaker en timmerman, bouwde tussen 1844 en 1857 een flink aantal molens - ook die in Piershil zelf - wat hem de bijnaam 'projectontwikkelaar van molens' oplevert.[12]

## Sport en vereniging
- Omnisportvereniging (voetbal en tennis) SV Piershil (ad. 1931)
- Tafeltennisvereniging TTV Korendijk (ad. 1983)
- Piershilsche Ijsclub (ad. 1897)
- Oranjevereniging Piershil

## Scholen
- Openbare basisschool 't Kraaienest
- Christelijke basisschool De Wegwijzer

## Overheid
- Servicepunt gemeente Hoeksche Waard
- Post politie Hoeksche Waard, eenheid Rotterdam
- Locatie Gemeentewerf Hoeksche Waard

## Zorginstellingen
- Woonzorgcentrum Heemzicht
- Woonvoorziening Herbergier Piershil
- Zorg/Welkomboerderij Drommestein

## Topografie
Piershil woonplaats

## Aangrenzende woonplaatsen
| aangrenzende woonplaatsen | aangrenzende woonplaatsen | aangrenzende woonplaatsen | aangrenzende woonplaatsen | aangrenzende woonplaatsen |
| ------------------------- | ------------------------- | ------------------------- | ------------------------- | ------------------------- |
|                           |                           |                           |                           | Nieuw-Beijerland          |
|                           |                           |                           |                           |                           |
| Goudswaard                |                           |                           |                           |                           |
|                           |                           |                           |                           |                           |
|                           |                           |                           |                           | Zuid-Beijerland           |